# Harmony (skivmärke)
För andra företeelser med detta namn, se Harmony.

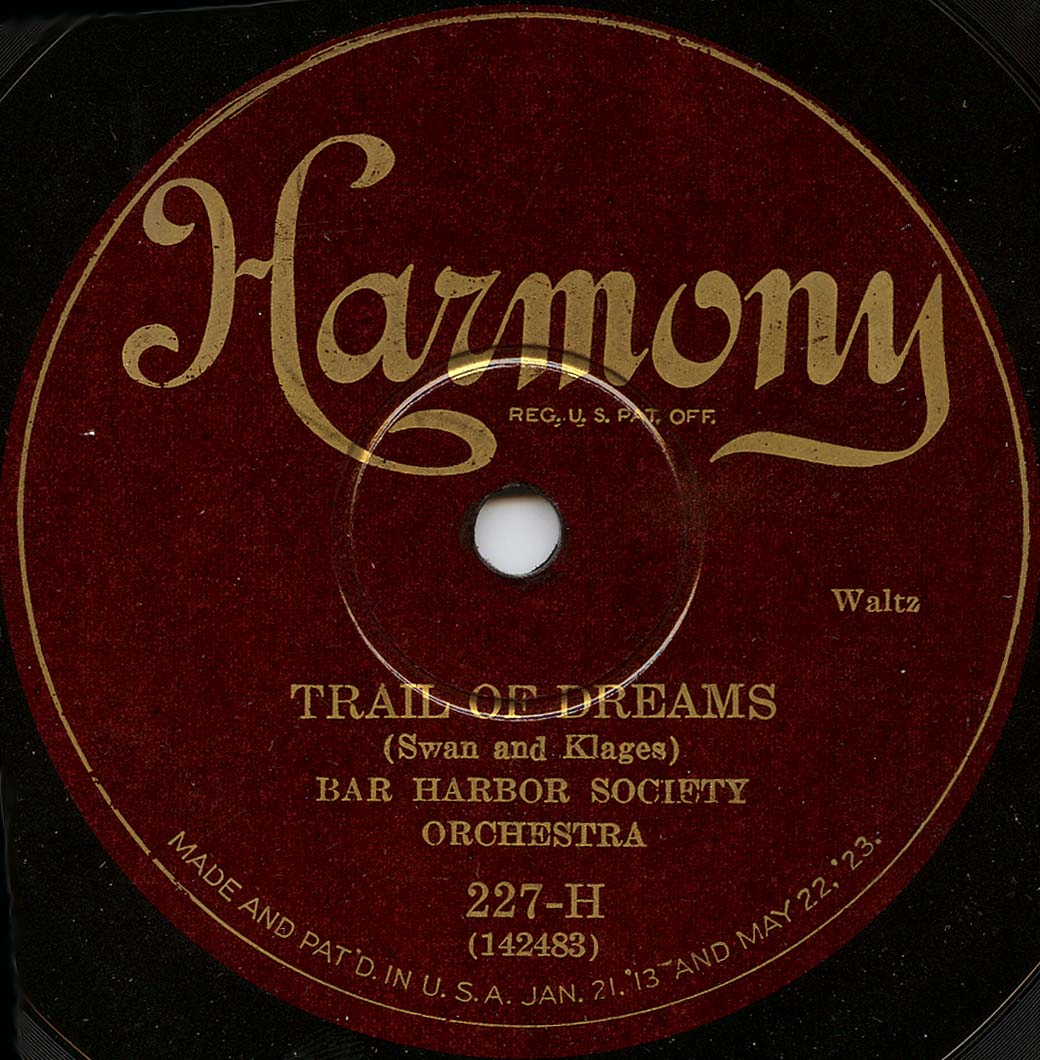
Harmony-utgåva från 1926. Etikettens design förblev tämligen oförändrad under de sju år den existerade. Med tiden blev den vinröda färgen dock något ljusare.

Harmony var ett amerikanskt lågprisskivmärke producerat av amerikanska Columbia åren 1925–32.
Harmonyetiketten lanserades kort efter att Columbia övergått till elektrisk inspelningsteknik år 1925, och en av anledningarna till att den introducerades var troligen att bolaget kort dessförinnan investerat i en ny, mer avancerad akustisk inspelningsutrustning som plötsligt blivit obsolet och inte kunde användas till bolagets prestige- och fullprisinspelningar. På billiga Harmony – som vände sig till en mindre kräsen publik med enklare grammofoner – kunde man däremot använda den äldre tekniken, och nästan samtliga utgåvor på detta märke är akustiska ända fram till 1930. 
Bland orkestrar och artister som framträdde på Harmony (ofta under pseudonym) märks Fletcher Henderson, Ben Selvin, California Ramblers, The Happiness Boys, Annette Hanshaw, Rudy Vallée och Irving Kaufman.
Harmonys katalognummerserie började år 1925 på 1-H och slutade 1932 på 1428-H (den allra sista utgåvan hade Bing Crosby på ena sidan och Boswell Sisters på den andra). År 1949 återupplivades namnet tillfälligt som en parallelletikett till Varsity (dock fortfarande tillverkad av Columbia). I denna nya inkarnation användes märket till en blandning av återutgivet äldre material respektive nyinspelningar, de senare bland annat med Eddy Duchin och Rosemary Clooney.
Många av Harmony-inspelningarna gavs även parallellt ut på märkena Diva och Velvet Tone samt på varuhuset Sears, Roebuck & Co:s märke Silvertone.